# Cygnus CRS Orb-1
Cygnus CRS Orb-1 även känd som Orbital-1, var den andra flygningen av företaget Orbital Sciences Corporation rymdfarkost Cygnus för att leverera förnödenheter, syre, vatten. Farkosten var uppkallad efter den avlidne astronauten C. Gordon Fullerton. 
Uppskjutningen gjordes med en Antaresraket den 9 januari 2014. Den 12 januari samma år dockades farkosten med rymdstationen ISS, med hjälp av Canadarm2. Farkosten lämnade rymdstationen den 18 februari 2014 och brann upp i jordens atmosfär den 19 februari 2014.

### Fotnoter
1. ↑  ”NASA Space Science Data Coordinated Archive” (på engelska). NASA. https://nssdc.gsfc.nasa.gov/nmc/spacecraft/display.action?id=2014-003A. Läst 24 mars 2020.
2. ↑  Manned Astronautics - Figures & Facts Arkiverad 13 februari 2016 hämtat från the Wayback Machine., läst 28 juli 2016.